# シヴェーリア族
シヴェーリア族（古ルーシ語: Сѣвер；ウクライナ語: Сіверяни；ロシア語: Северяне；ベラルーシ語: Севяране；意訳: 「北の民」）は、中世における東スラヴ人の民族の一つ。シヴェール族、シヴェリャーネ族、セヴェリャーネ族とも。

## 概要
現在のウクライナの北東部、デスナー川・セイム川・スーラ川の流域、シヴェーリアと呼ばれた地域に居住した。農耕、畜産、狩猟などを営んだ。ロームヌィ＝ボルシチェーヴォ文化の担え手であったと考えられる。北東ウクライナ人の祖先である。
主な都市はチェルニーヒウ、ノーウホロド＝シーヴェルシクィイ、プティーウリ、フルーヒウ、リューベチなどであった。
8世紀にハザール汗国によって征服され、貢を献上するようになった。9世紀にキエフ大公国の支配下に置かれ、東ローマ帝国とハザール汗国との戦争に動員された。12世紀以後の史料ではその民族名は見られない。